# Schizopetalon dentatum
Schizopetalon dentatum är en korsblommig växtart som först beskrevs av François Marius Barnéoud, och fick sitt nu gällande namn av Ernest Friedrich Gilg och Reinhold Conrad Muschler. Schizopetalon dentatum ingår i släktet Schizopetalon och familjen korsblommiga växter. Inga underarter finns listade i Catalogue of Life.